# Refat Tschubarow
Refat Abdurachmanowytsch Tschubarow (ukrainisch Рефат Абдурахманович Чубаров, krimtatarisch Refat Abdurahman oğlu Çubarov; * 22. September 1957 in Samarkand) ist ein ukrainisch-krimtatarischer Politiker. Von Beruf ist er Historiker und Archivar.

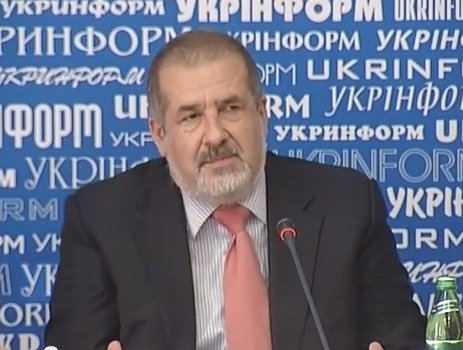
Refat Tschubarow (2014)

## Leben
Tschubarow wurde in Samarkand (Usbekistan) geboren, wohin seine Familie 1944 aus dem Dorf Aj-Seres auf der Krim deportiert worden war. 1968 kehrte er zusammen mit den Eltern auf die Krim zurück. Von 1974 bis 1975 war er Berufsschüler in Simferopol. 1975 arbeitete er als Steinmetz in Tiraspol und von 1975 bis 1977 diente er in der Sowjetarmee. Von 1977 bis 1983 studierte er in Moskau am Staatlichen historischen Archivinstitut. 1983 bis 1991 arbeitete er in Riga als Archivar, seit 1984 als Direktor des Zentralen Staatsarchivs der Oktoberrevolution und des sozialistischen Aufbaus.
Tschubarow ist verheiratet und hat drei Kinder.

## Politik
1989 wurde Tschubarow Abgeordneter des Rigaer Volksrats für die Partei Volksfront Lettlands. 1990 bis 1991 war er Mitglied der Staatlichen Kommission für die Probleme des Krimtatarischen Volks beim Ministerrat der UdSSR.
Von 1994 bis 1998 war Tschubarow Abgeordneter des Obersten Rats der Autonomen Republik Krim, dessen stellvertretender Vorsitzender er von Juli 1995 bis April 1998 war.
Bei der Parlamentswahl in der Ukraine 1998 wurde er zum Abgeordneten der Werchowna Rada für den Wahlkreis 8 gewählt. Er war Mitglied der Fraktion Volksbewegung der Ukraine. Bei der Parlamentswahl 2002 wurde er über die Liste des Blocks Unsere Ukraine erneut zum Abgeordneten gewählt. Bis 2005 gehörte er der Fraktion Unsere Ukraine an, anschließend der Fraktion Volksbewegung der Ukraine. Bei der Parlamentswahl 2006 wurde er wieder über die Liste des Blocks Unsere Ukraine gewählt und gehörte anschließend der Fraktion Unsere Ukraine an.
Im Mai 2009 wurde er Präsident des Weltkongresses der Krimtataren. Ab November 2010 war Tschubarow Abgeordneter des Obersten Rats der Autonomen Republik Krim und Vorsitzender der Fraktion Kurultaj-Ruch. Seit November 2013 ist er Vorsitzender des Krimtatarischen Medschlis. Nach der russischen Annexion der Krim wurde gegen Tschubarow am 5. Juli 2014 aufgrund angeblich „extremistischer Aktivitäten“ ein fünfjähriges Einreiseverbot in die Krim verhängt.
Bei der Parlamentswahl 2014 war er Listenkandidat der Partei Block Petro Poroschenko, wurde aber nicht gewählt. Am 15. Mai 2015 wurde er als Nachrücker erneut Abgeordneter der Werchowna Rada. Bei der Parlamentswahl 2019 kandidierte er als Listenkandidat der Partei Stärke und Ehre, die jedoch an der 5-Prozent-Hürde scheiterte.

## Ehrungen
- Orden des Fürsten Jaroslaw des Weisen
  - V. Klasse (2007)[1]
  - IV. Klasse (2009)[3]
- Orden der Freiheit (21. Januar 2017)[4]
- Verdienstorden
  - II. Klasse (2002)[1]
  - I. Klasse (2005)[1]